# Ella Ballentine
Ella Ballentine (Toronto, 18 luglio 2001) è un'attrice canadese.

## Biografia
Nel 2016 e 2017 ha interpretato Anna Shirley, protagonista del romanzo Anna dai capelli rossi di Lucy Maud Montgomery, nei film Anna dai capelli rossi, Anna dai capelli rossi - Promesse e giuramenti e Anna dai capelli rossi - In pace con il mondo. Per la serie ha vinto i premi Screen Awards nel 2016 e Canadian Screen Awards nel 2018.

## Filmografia

### Cinema
- Words (2011)
- The Intergalactic Space Adventures of Cleo and Anouk (2012)
- Lunchbox Loser (2013)
- The Captive - Scomparsa (The Captive), regia di Atom Egoyan (2014)
- The Calling - Vocazione omicida (The Calling), regia di Jason Stone (2014)
- Standoff, regia di Adam Alleca (2015)
- Against the Wild 2: Survive the Serengeti (2016)
- The Monster, regia di Bryan Bertino (2016)
- Milton's Secret, regia di Barnet Bain (2016)
- Black Conflux, regia di Nicole Dorsey (2019)

### Televisione
- Baby's First Christmas – serie TV (2013)
- Il segreto di Clara (Clara's Deadly Secret), regia di Andrew C. Erin – film TV (2013)
- Time Tremors – serie TV (2013)
- Reign - serie TV (2014)
- Saving Hope - serie TV (2014)
- Anna dai capelli rossi (L.M. Montgomery's Anne of Green Gables), regia di John Kent Harrison – film TV (2016)
- Anna dai capelli rossi - Promesse e giuramenti (L.M. Montgomery's Anne of Green Gables: The Good Stars), regia di John Kent Harrison – film TV (2017)
- Anna dai capelli rossi - In pace con il mondo (L.M. Montgomery's Anne of Green Gables: Fire & Dew), regia di John Kent Harrison – film TV (2017)
- The Detail – serie TV (2018)
- La gemma della nostra vita (Rise and Shine, Benedict Stone), regia di Peter Benson – film TV (2021)

## Riconoscimenti
- Joey Awards
  - 2016 – Young Actress – MOW per Anna dai capelli rossi[1]
- Canadian Screen Awards
  - 2018 – Canadian Screen Award for Best Performance in a Children's or Youth Program or Series per Anna dai capelli rossi - In pace con il mondo[2][3]

## Doppiatrici italiane
Nelle versioni in italiano delle opere in cui ha recitato, Ella Ballentine è stata doppiata da:
- Emanuela Ionica in Anna dai capelli rossi, Anna dai capelli rossi - Promesse e giuramenti, Anna dai capelli rossi - In pace con il mondo, Standoff- Punto morto